# Tyran à queue rousse
Myiarchus validus
Espèce
Statut de conservation UICN

 LC  : Préoccupation mineure
Le Tyran à queue rousse (Myiarchus validus) est une espèce de passereau placée dans la famille des Tyrannidae.

## Répartition
Cet oiseau est endémique de Jamaïque. 

## Habitat
Il vit dans les forêts subtropicales ou tropicales humides de basse et de haute altitude et dans les zones boisées fortement dégradées.